# Sphagomyia
Sphagomyia is een vliegengeslacht uit de familie van de roofvliegen (Asilidae).

## Soorten
- S. botswana Londt, 2002
- S. kenya Londt, 2002